# Petr Blahuš (novinář)
Petr Blahuš (* 31. ledna 1966 Praha) je český novinář, cestovatel a aktivista, bývalý policista.

## Život
Blahuš se nejprve v 80. letech 20. století vyučil leteckým mechanikem a pracoval na letišti ve Kbelích. Několik roků pak na přelomu 80. a 90. let pracoval na železnici jako traťový mistr, než v roce 1993 započal studium na Střední policejní škole Ministerstva vnitra v Praze a společně s tím zahájil i kariéru policisty. U Policie České republiky působil 13 let – mj. v ochranné službě a jako komisař a policejní rada kriminální policie (ÚOOZ).
Po opuštění policejních řad rozvinul publikační a fotografickou činnost: Nejprve byl redaktorem a fotografem deníku Právo, později se stal kmenovým redaktorem Parlamentních listů. Publikuje i v časopisech Reflex a Týden. Věnuje se rovněž cestování a texty a fotografie ze svých cest pravidelně představuje formou přednášek i článků v cestovatelských a sportovních časopisech či na vlastním cestovatelském blogu. V roce 1991 se jako organizátor zúčastnil humanitárního skautského konvoje do válkou zmítané Jugoslávie a jako válečný zpravodaj se třikrát zapojil do celkem 21 bojových misí české a americké armády v Afghánistánu. Své afghánské zážitky zpracoval i knižně. Šest let byl příslušníkem aktivních záloh české armády. Zájem o cestování a přírodu začal získávat již v dětství, kdy byl členem ilegálního skautského oddílu. V letech 2000–2003 byl členem redakční rady časopisu Skaut-Junák.
Hovoří česky, rusky a anglicky a ovládá základy rumunštiny.

### Pamětní deska operace Anthropoid

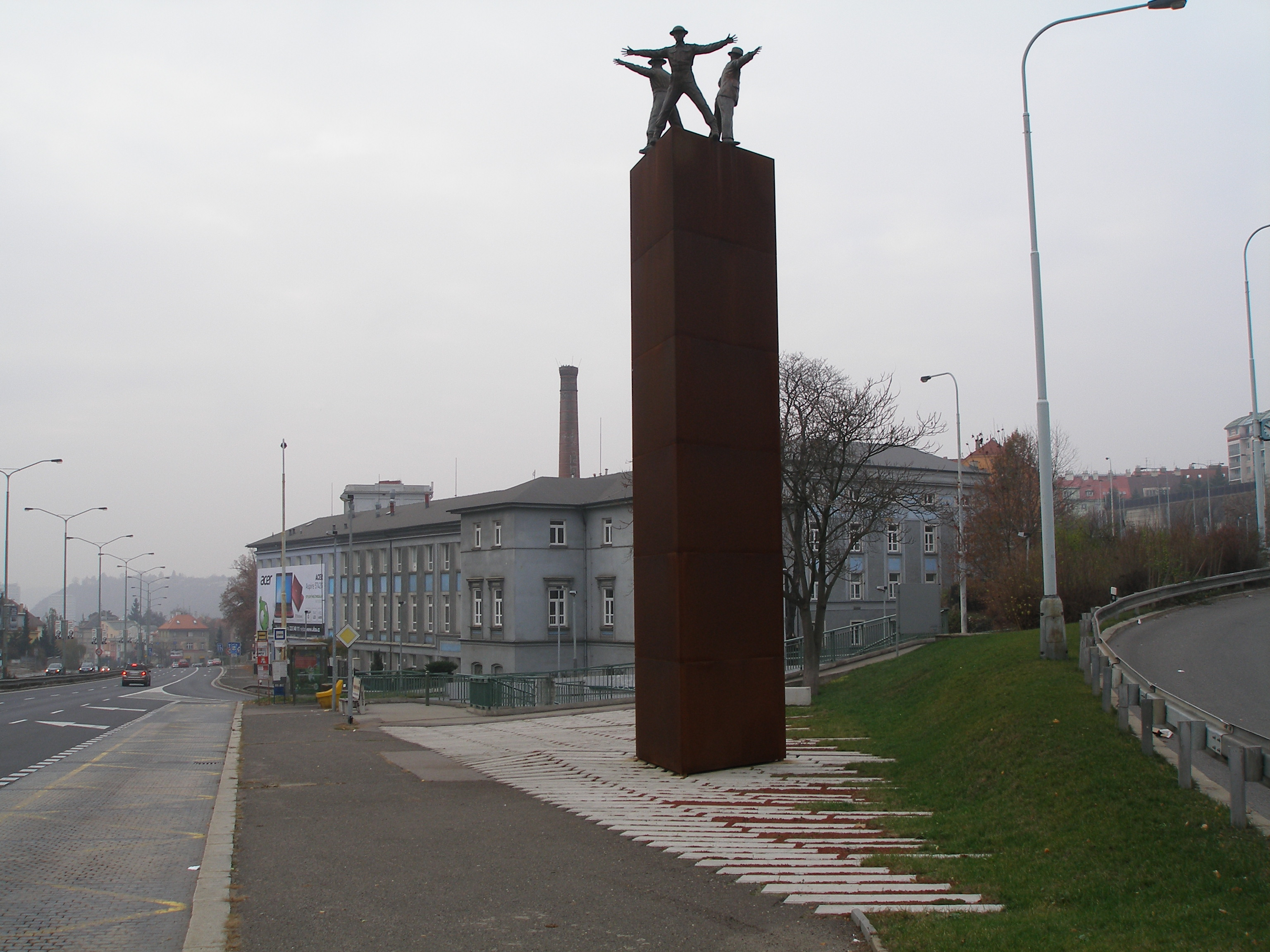
Památník Operace Anthropoid v kobyliské zatáčce (z roku 2009), jemuž předcházela Blahušem instalovaná pamětní deska (2007–2009)

V noci na 18. června 2007 se jako iniciátor myšlenky v rámci skupiny Barbaři podílel na umístění neoficiální plastové pamětní desky v kobyliské zatáčce, kde 27. května 1942 českoslovenští výsadkáři provedli útok na úřadujícího říšského protektora Reinharda Heydricha. Do té doby se v těchto místech žádný památník nenacházel a Blahuš se po marném přesvědčování politiků rozhodl tajně tam se skupinou kamarádů umístit vlastní desku. Ta mimo historických údajů obsahovala také větu „Vlastenci nezapomínají – na rozdíl od českých politiků“. První informace o umístění desky přinesl deník Právo a za její umístění prý hrozila skupině pokuta až 50 tisíc korun. Deska z místa zmizela v únoru 2009, odcizitele se nepodařilo vypátrat. Již v roce 2008 však městská část Praha 8 nedaleko místa instalovala základní kámen památníku Operace Anthropoid, který byl po dokončení odhalen 27. května 2009.

### Soud s anarchisty
Na přelomu let 2016 a 2017 se Blahuš jako přísedící účastnil jednání pražského vrchního soudu ve věci údajné přípravy útoku na nákladní vlak s vojenským materiálem, jíž se dle obžaloby dopustila skupina českých anarchistů Voice of Anarchopacifism okolo Petra Sovy. Do skupiny se v rámci operace Fénix v roce 2014 infiltrovali dva policejní agenti ÚOOZ a několik jejích členů bylo následně obviněno z plánování teroristického útoku. Když už média očekávala vynesení rozsudku, vznesl advokát obžalovaných Pavel Uhl (syn politika Petra Uhla) námitku na Blahušovu podjatost. Fakta z Blahušova života ilustrující vyhraněnost jeho názorů, protikladných názorům obžalovaných, a upozorňující též na jeho někdejší angažmá v ÚOOZ, který na anarchisty agenty nasadil, přinesly již 19. dubna Lidové noviny. Součástí námitky byly kopie Blahušových komentářů na sociální síti Facebook, v nichž se ke kauze již v době soudního jednání veřejně vyjadřoval. Na základě této námitky byl Blahuš z projednávání věci vyloučen. Následně Blahuš ze své funkce laického přísedícího Městského soudu v Praze sám odstoupil.

## Dílo
- BLAHUŠ, Petr. Čeští lvi pod Hindúkušem : Afghánistán – Bohem, přírodou i lidmi zkoušená země za ostnatým drátem. 1. vyd. Praha: Naše vojsko, 2013. 191 s. ISBN 978-80-206-1387-5.